# Francisco Díaz-Pizarro
Francisco Díaz-Pizarro (* 27. Mai 1977) ist ein spanischer Poolbillardspieler.

## Karriere
Im November 2001 gewann Díaz-Pizarro erstmals ein Turnier der Joss Northeast Tour.
Seine erste Euro-Tour-Medaille gewann er 2006 bei den Swiss Open, nachdem er im Halbfinale gegen den Malteser Tony Drago verloren hatte. Im Juli 2008 gewann er die Lugo Open.
Bei den Costa del Sol Open 2009 verlor er im Halbfinale gegen den späteren Sieger des Turniers, den Engländer Mark Gray.
2010 verlor er im Finale der Costa Blanca Open gegen den Engländer Darren Appleton mit 6:8.
Bei der 8-Ball-Weltmeisterschaft 2012 erreichte er das Sechzehntelfinale. Einen Monat später erreichte er bei der Europameisterschaft das 8-Ball-Halbfinale, das er gegen den späteren Europameister Mario He mit 7:8 verlor und wurde durch einen 9:4-Finalsieg gegen den Schweden Marcus Chamat 9-Ball-Europameister.
Bei den China Open erreichte er 2012 den 33. Platz.
Nachdem Díaz-Pizarro bei der EM 2013 im 8-Ball und im 10-Ball das Viertelfinale erreicht hatte, unterlag er im Achtelfinale der World Games 2013 Marcus Chamat mit 3:11. Im April 2015 wurde er bei der EM Dritter im 14/1 endlos sowie Zweiter im 10-Ball, bevor er durch einen 9:5-Sieg im Finale gegen Karol Skowerski zum zweiten Mal 9-Ball-Europameister wurde. Bei den Austrian Open 2015 gewann er seine vierte Euro-Tour-Medaille, nachdem er im Halbfinale gegen Niels Feijen, den späteren Sieger des Turniers ausgeschieden war. Im September 2015 nahm er erstmals an der 9-Ball-Weltmeisterschaft teil, bei der er nach Siegen gegen Thorsten Hohmann und Dang Jinhu in die Runde der letzten 32 einzog und dort dem späteren Vizeweltmeister Shane van Boening unterlag.
Díaz-Pizarro nahm bislang viermal am World Cup of Pool teil. Dabei bildete er zunächst gemeinsam mit David Alcaide das spanische Team. Nachdem sie 2011 bereits in der ersten Runde ausgeschieden waren, erreichten sie 2012 das Achtelfinale, das sie jedoch mit 1:8 gegen das chinesische Doppel (Li Hewen und Liu Haitao) verloren. 2014 schieden sie in der ersten Runde gegen die späteren Sieger des Turniers Darren Appleton und Karl Boyes aus. 2015 bildete er gemeinsam mit Francisco Sánchez das spanische Team, das erneut in der ersten Runde ausschied.

## Erfolge
| Lugo Open:            | 2008       |
| 9-Ball-Europameister: | 2012, 2015 |